# Герб комуни Уддевалла
Герб комуни Уддевалла (швед. Uddevalla kommunvapen) — символ шведської адміністративно-територіальної одиниці місцевого самоврядування комуни Уддевалла. 

## Історія
Місто Уддевалла на печатці з 1518 року використовувало герб з літерою «О» від назви Oddevall. Але на печатці з 1622 року вже на гербі присутні три дерева. 

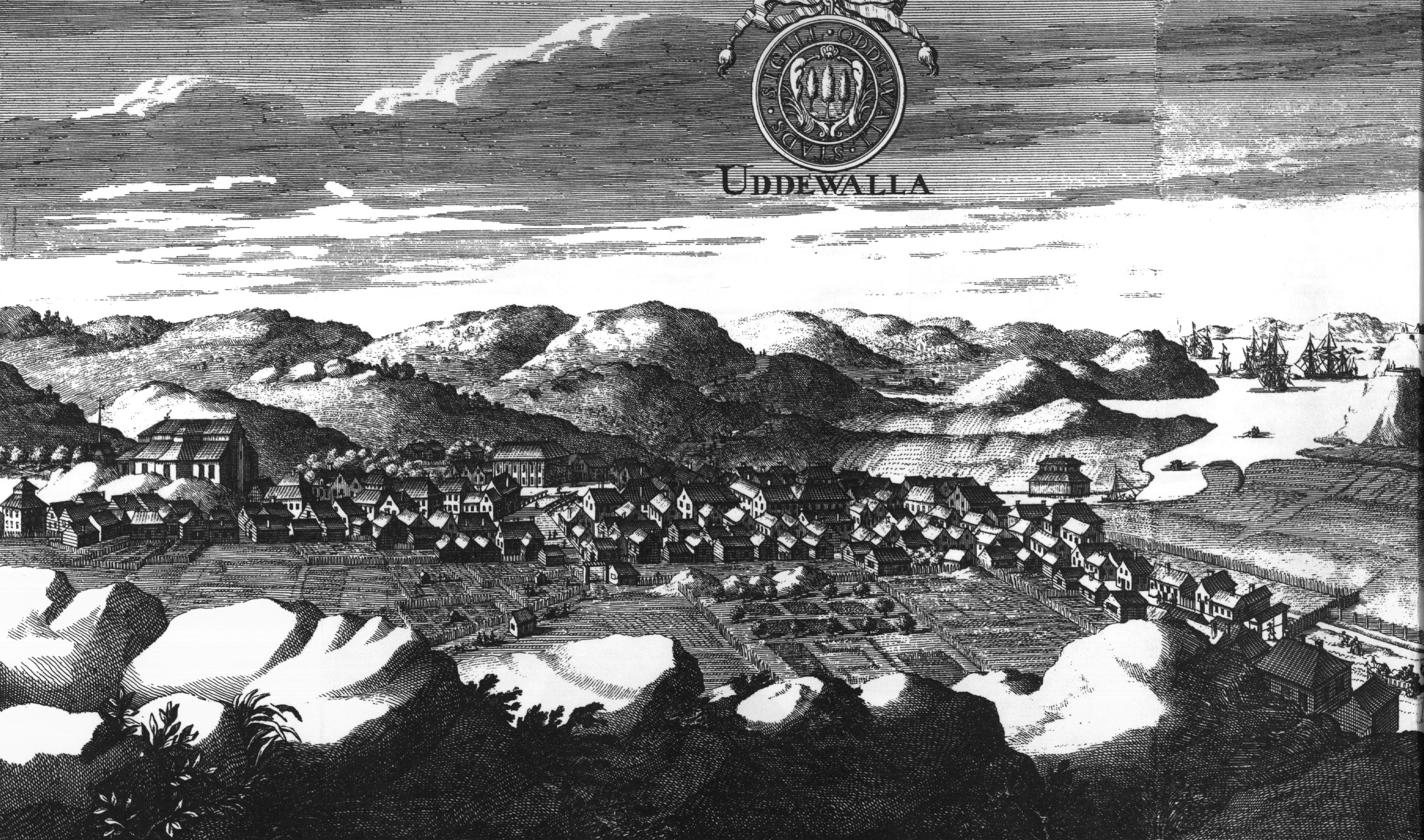
Герб на гравюрі з панорамою міста Уддевалла (близько 1700 р.)

Сучасний дизайн герба міста Уддевалла отримав королівське затвердження 1942 року.    
Після адміністративно-територіальної реформи, проведеної в Швеції на початку 1970-х років, муніципальні герби стали використовуватися лишень комунами. Цей герб був 1971 року перебраний для нової комуни Уддевалла.
Герб комуни офіційно зареєстровано 1974 року.

## Опис (блазон)
У срібному полі зелений дуб з корінням та золотими жолудями, обабіч якого по зеленій же ялинці з корінням.

## Зміст
Сюжет герба походить з міської печатки 1622 року. Дерева уособлюють природні багатства та лісове господарство.      